# Куровское (Козельский район)
Куровское — деревня в Козельском районе Калужской области. Входит в состав Сельского поселения «Деревня Подборки».
Расположено примерно в 7 км к северу от села Подборки.

## Население
На 2010 год население составляло 9 человек.